# ایستایی
ایستایی یا استاتیک (به انگلیسی: Statics) شاخه‌ای از مکانیک و علوم مهندسی است که به بحث و مطالعه دربارهٔ یک سیستم یا سامانه فیزیکی در حال تعادل و ایستایی استاتیکی می‌پردازد. تعادل و ایستایی استاتیکی حالتی است که در آن اجسام یا سازه‌های تحت تأثیر نیروهای خارجی- تغییر مکان نسبی نداده و در حالت ایستایی و سکون باقی بمانند. در حالت تعادل ایستا که در علوم مهندسی به «تعادل استاتیکی» موسوم است، سیستم مورد نظر یا در حال سکون است یا می‌توان از نظر علمی (به‌ویژه با توجه به سکون نسبی نسبیت انیشتین) مرکز ثقل (گرانیگاه) آن را در یکی از دستگاه‌های سکون نسبی که با سرعت ثابت حرکت می‌کنند و که شتاب در آن صفر است، ساکن دانسته و تعریف نمود.
با استفاده از قانون دوم نیوتون به این نتیجه می‌رسیم که در یک سیستم نیرویی (یک جسم یا مجموعه‌ای از اجزای یک سازه که می‌توانند ساختمانی یا مکانیکی و ماشینی یا توربین‌های الکتریکال باشند، یعنی مفهوم کلی و بار مهندسی واژهٔ سازه یا (structure) زمانی می‌توان آن را در حال تعادل و ایستایی، دانست که جمع جبری گشتاورها یا لنگرها (moment) و کلیهٔ نیروهای وارده بر مراکز ثقل (گرانیگاه): جرم-سختی-اینرسی صفر شوند (اصل جمع یا اجماع نیروها در استاتیک مهندسی سازه) یا بر اساس مکانیک نیوتونی می‌توان این تعریف را نیز ارائه داد:
در ازای هر نیرویی که بر یک جزء یا مؤلفه از سیستم استاتیکی سازه وارد می‌شود، نیرویی (عکس العمل یا واکنشی) به همان اندازه ولی در جهت مخالف به آن جزء اعمال می‌گردد. این که نیروی خالص وارد بر سیستم سازه برابر با صفر باشد، به عنوان «شرط نخست» و این که لنگر یا گشتاور خالص وارد بر سامانه برابر با صفر باشد، شرط دوم تعادل به‌شمار می‌روند. ایستایی‌شناسی از جملهٔ مباحثی است که در تجزیه و تحلیل سازه‌ها، مثلاً در مهندسی سازه، و نیز به هنگام مطالعات سیالات در حالت سکون مثل پایداری سدهای تحت فشارهای عظیم هیدرواستاتیکی (نیروها و لنگرهای وارده از حجم بالای آب مخزن دریاچه پشت سدّ) کاربرد بسیار دارد. علوم مقاومت مصالح و مکانیک مواد و جامدات شاخه‌ای مرتبط با علم مکانیک مهندسی هستند که دانشجویان رشته‌های مهندسی قبل از انتخاب و مطالعهٔ آن‌ها باید استاتیک و ایستایی را به عنوان درس پیش‌فرض و پایه‌ای با موفقیت گذرانده باشند. استاتیک و مقاومت مصالح در رشته‌های مهندسی مکانیک ، مهندسی عمران ، مهندسی برق و مهندسی صنایع واحدهای اصلی دروس ترمی محسوب می‌شوند. بنابراین به‌طور خلاصه دانشجویان رشته‌های مهندسی برق، مکانیک، عمران و صنعت و معدن قبل از ورود به ترم‌های دروس اختصاصی خود مکلف به گذراندن موفقیت آمیز این درس‌ها می‌باشند:
ابتدا :واحدهای درسی استاتیک و ایستایی و سپس مقاومت مصالح مواد و مصالح و اجسام هستند.
مطالب مورد بررسی در درس استاتیک عبارتند از:
- تعادل مکانیکی در حالت ۲ بعدی و ۳ بعدی،
- خرپاهای ۲ بعدی،
- قاب‌ها و ماشین‌ها،
- تیرها و کابل‌ها
- ممان اینرسی
- اصطکاک
- کار مجازی